# Stephanie Ullrich
Stephanie Ullrich (* 29. Juli 1984 in Bad Saarow) ist eine ehemalige deutsche Fußballspielerin und -torhüterin. Sie kam in der Bundesliga und in der A-Nationalmannschaft zum Einsatz und gewann je einmal den UEFA Women’s Cup und die Deutsche Meisterschaft.

## Karriere

### Vereine
Ullrich, in Bad Saarow, südlich von Fürstenwalde/Spree geboren, begann in Trebus, nördlich von Fürstenwalde/Spree gelegen, mit dem Fußballspielen. Sie wurde beim FV Kickers Trebus zunächst im Mittelfeld und im Sturm eingesetzt. 
Im Alter von 13 Jahren wurde sie eher zufällig Torwart. In einem Spiel verletzte sich die Stammtorhüterin und nur widerwillig nahm Ullrich die Position ein – und blieb an dieser daran hängen. Über die SG Union Fürstenwalde gelangte sie im Jahr 1997 in die Nachwuchsabteilung des 1. FFC Turbine Potsdam. Dem Jugendalter entwachsen, rückte sie in die erste Mannschaft auf und kam in den Saison 2003/04 an zweimal zwei aufeinander folgenden Spieltagen zu ihren ersten vier Saisonspielen. Ihr Debüt im Seniorinnenbereich gab sie am 7. März 2004 (11. Spieltag) bei der 0:3-Niederlage im Bundesliga-Heimspiel gegen den amtierenden Meister 1. FFC Frankfurt. An der seinerzeitigen Stammtorhüterin Nadine Angerer gab es für sie kein Vorbeikommen, so dass sie auch in den beiden folgenden Saisonen jeweils drei Punktspieleinsätze auf sich vereinen konnte. Sie entschloss sich den Verein zu verlassen und begab sich im Jahr 2006 nach Wolfsburg, wo sie beim dortigen VfL im Laufe der Saison 2006/07 zur Stammkraft avancierte. Für den Spielklassenneuling bestritt sie 14 Bundesligaspiele.
Mit dem Wechsel zum 1. FFC Frankfurt zur Saison 2007/08 stellten sich auch die ersten Erfolge ein. Am Ende ihrer Premierensaison für den Verein trug sie mit nur drei Punktspielen zur errungenen Meisterschaft bei. Zudem kam sie in allen drei Spielen der Gruppe A des WM-Überbrückungsturniers zum Einsatz. In zwei weiteren Saison wurde sie in insgesamt 15 Punktspielen eingesetzt, darüber hinaus einmal im Wettbewerb des DFB-Pokals, zweimal im Wettbewerb um den Bundesliga-Cup 2011 und – als Höhepunkt ihrer Karriere – sechsmal im Wettbewerb um den UEFA Women’s Cup. Mit ihrem ersten internationalen Einsatz am 24. Mai 2008 im Finalrückspiel gegen Umeå IK – mit Einwechslung zur zweiten Spielzeit für Silke Rottenberg – hatte sie Anteil am Titelgewinn.

### Nationalmannschaft
Im Januar 2007 wurde sie erstmals in die A-Nationalmannschaft berufen, mit der sie im chinesischen Guangzhou am Vier-Nationen-Turnier 2007 teilnahm. Da sich die Stammtorhüterin Silke Rottenberg im Training verletzte, kam sie am 28. Januar im zweiten Spiel gegen die Nationalmannschaft Chinas, das torlos endete, zu ihrem A-Länderspieldebüt. Zwei Tage später spielte sie erneut und kam beim torlosen Spiel gegen die Nationalmannschaft Englands zum Einsatz.
Mit der Mannschaft nahm sie ferner am Turnier um den Algarve-Cup 2007 teil und bestritt das erste Spiel der Gruppe A bei der 1:2-Niederlage gegen die Nationalmannschaft Norwegens am 7. März in Faro sowie das Spiel um Platz 7 bei der 0:1-Niederlage gegen die Nationalmannschaft Italiens am 14. März in Olhão.
Vier weitere Länderspiele bestritt sie für die U23-Nationalmannschaft. Zunächst kam sie am 26. Juni 2007 in Bad Neuenahr-Ahrweiler bei der 0:1-Niederlage in einem Freundschaftsspiel gegen die Nationalmannschaft Norwegens zum Einsatz, die restlichen drei wurden im Rahmen des U23-Nordic-Cup-Turniers in Finnland vom 20. bis zum 24. Juli 2007 durchgeführt. Damit bestritt sie als Torhüterin die ersten vier Länderspiele einer U23-Auswahl überhaupt; der Wettbewerb wurde nach dem 19. und letzten Länderspiel am 24. Mai 2012 (vorerst) eingestellt.

## Erfolge
- UEFA Women’s Cup-Sieger 2008
- Deutscher Meister 2008
- Zweiter WM-Überbrückungsturnier 2007